# Orlando Moguel
Orlando Moguel (Estado de México, México; 9 de mayo de 1973) es un actor y productor mexicano de cine y televisión. Participó en la película 600 millas, ganadora en la Berlinale y preseleccionada al Oscar 2016; y en la serie Falco, ganadora del Premio Emmy Internacional 2019 a Mejor Serie de habla No Inglesa.

## Biografía
Orlando Moguel nació en el Estado de México, México; y vivió su infancia en Tepotzotlán. Su padre era director de una Primaria, ahí tuvo sus primeros acercamientos con el cine, ya que en esa escuela, llegaba un señor con un cine portátil y les proyectaban diferentes películas a los alumnos, y Moguel, recibía por parte del señor, entradas gratis, pósters y fragmentos de varias películas. De ahí su interés por el cine, sin darse cuenta de que al paso de los años se convertiría en Actor. Más adelante su familia se muda a Cuautitlán Izcalli y Moguel entra a la universidad a estudiar Finanzas, una vez que lo mandan por parte de la Universidad a ver una Obra de Teatro, Moguel queda fascinado con la puesta en escena y abandona sus estudios. En 1997, Moguel se decide a estudiar la carrera de Actuación en El Centro de Teatro y Danza, ahora, El Círculo Teatral de Alberto Estrella, y recibe una beca para continuar sus estudios. Más adelante se especializa con grandes directores de cine mexicano, como: Arturo Ripstein, Felipe Cazals, Ignacio Ortiz Cruz, Jorge Zepeda y con el prestigioso Maestro de actuación Raúl Zermeño (Q.E.P.D.).

## Carrera

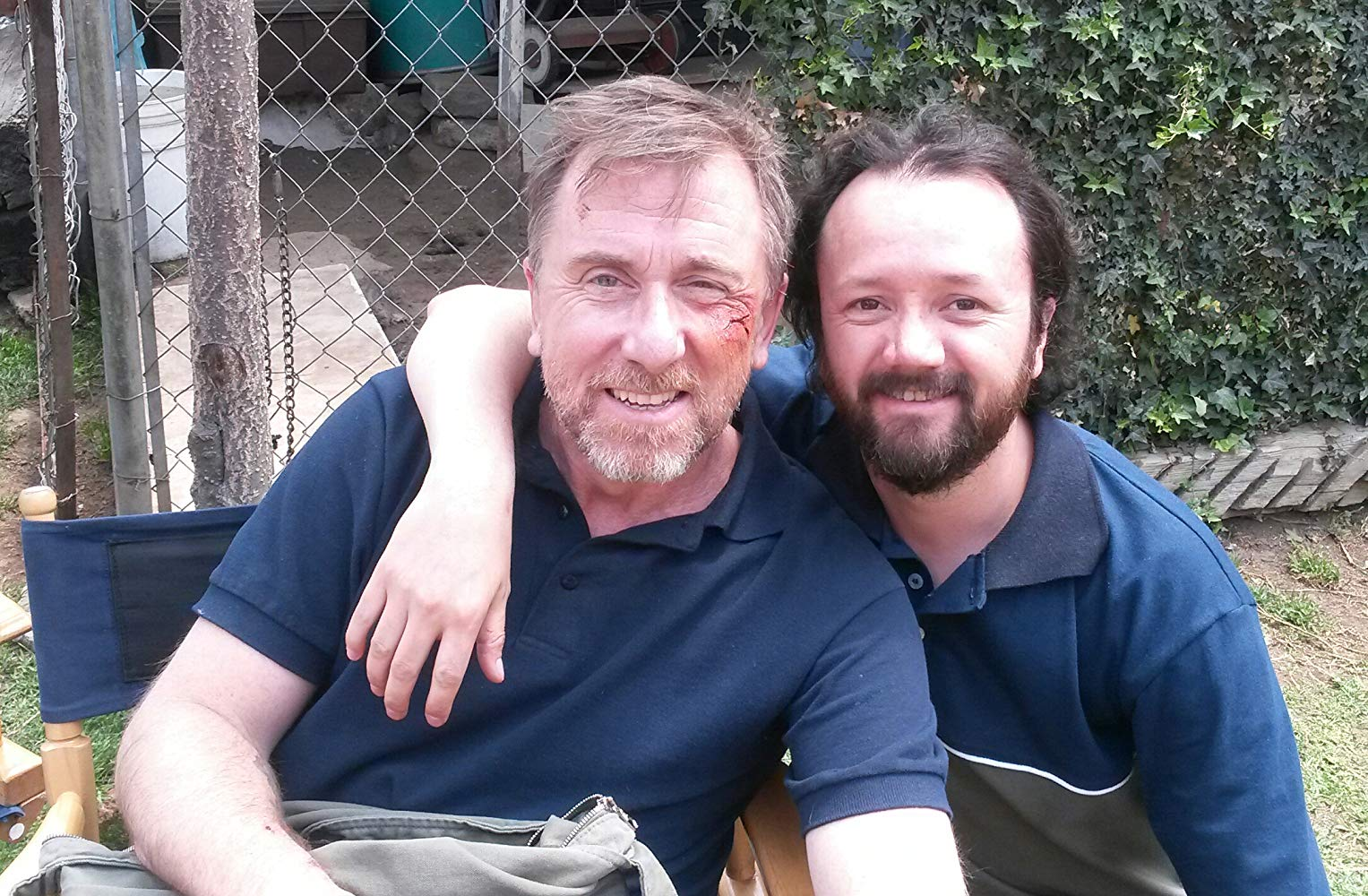
Orlando Moguel y Tim Roth en la película 600 millas

Orlando Moguel inicia su carrera artística en abril del año 2000 y uno de los proyectos de Cine más sobresalientes en los que ha participado es 600 millas dirigida por Gabriel Ripstein  y producida por Michel Franco (Después de Lucía y Chronic). La historia trata sobre el contrabando de armas de US. a México. Moguel interpreta a Bacacho y comparte escenas y créditos junto a Tim Roth (Pulp Fiction, Reservoir Dogs, The Hateful Eight, Grace of Monaco). La premier mundial se llevó a cabo en el 2015, dentro de la sección Panorama del 65 Festival Internacional de Cine de Berlín donde ganó el premio a la Mejor Ópera Prima. Fue la película pre seleccionada para representar a México para el 88 Premio de la Academia, el Oscar a Mejor Película Extranjera. Fue nominada en la categoría de Mejor Ópera Prima de Ficción en los Premios Platino 2016.
Moguel también participa en la serie original de Netflix Historia de un crimen: Colosio, con el personaje de Octavio. La historia narra el asesinato del Candidato a la Presidencia de la República, Luis Donaldo Colosio Murrieta y su posterior investigación. En inglés, la emisión está denominada como Crime Diaries: The Candidate. La serie fue dirigida por Hiromi Kamata (Diablo Guardián, Selena la serie) y Natalia Beristáin (No quiero dormir sola, Los adioses) El elenco está conformado por Jorge A. Jiménez, Ilse Salas, Gustavo Sánchez Parra, Lisa Owen, entre otros. 
También pudimos ver a Orlando Moguel en la película De la infancia, bajo la dirección de uno de los directores más importantes de México, Carlos Carrera (El Crimen del Padre Amaro, El héroe). 
En el cortometraje "B-167-980-098", Moguel interpreta a "El Tuercas", bajo la dirección de Mariana y Santiago Arriaga, y escrita por el guionista Guillermo Arriaga (Amores perros, 21 gramos, Babel, The Burning Plain y Los tres entierros de Melquiades Estrada). 
En la serie de televisión Falco, Orlando interpreta a Diego Fenton. La serie fue la ganadora en el International Emmy Award 2019, por Mejor Serie de habla No Inglesa. Fue producida por Spiral International y Dynamo para Telemundo y Amazon Prime Video. Bajo la dirección de uno de los directores de mayor prestigio en México, Ernesto Contreras ( Párpados azules, Sueño en otro idioma).
Moguel también es actor protagónico de la cinta ColOZio de Artemio Narro. La historia ocurre en 1994, cuando el candidato presidencial Luis Donaldo Colosio llamó la atención por su ideología democrática y su postura anticorrupción hasta que le dispararon en la cabeza en Tijuana. La película ColOZio, que en parte se basa en hechos reales, comienza tres días antes con una profecía de los amigos viajeros Diego (Diego Calva) y Gael (Manolo Caso) para salvar a Colosio de la muerte, más adelante se les une un tercer perdedor, Mundo (Orlando Moguel), un oficinista alcohólico. ColOZio es un Mago de Oz en donde los personajes centrales confrontan sus propios miedos e inseguridades, comenzando una lucha personal por dejar sus vidas insatisfactorias para conseguir grandes logros, sin olvidarse de un sentido falso heroico destinado al fracaso. La película es lúdica y deliciosamente exagerada, en la que hay apariciones míticas, persecuciones de dibujos animados, mucha bebida y drogas. La premier mundial de la película fue en el International Film Festival Rotterdam 2020 y su recorrido fue por los Festivales de Cine, Guanajuato International Film Festival, Festival Internacional de Cine UNAM, Festival Internacional de Cine de Madrid, Festival Internacional de Cine de Vienna, entre otros. 
Otra de las series en las que ha participado es Preso No.1 . La serie estuvo nominada en el International Emmy Award 2020, por Mejor Serie de habla No Inglesa. Preso No. 1 es un thriller político estadounidense producido por Telemundo Global Studios y Argos Comunicación para Telemundo, en colaboración con Keshet International. En la serie, Moguel interpreta a Amador. La historia fue dirigida por Javier Patrón Fox, Pedro Pablo Ybarra y Javier Solar. Y es producida por Marcos Santana, Shira Hadad, Marcel Ferrer, Mabel Vargas y Mariana Iskandariani. Actualmente la serie se puede ver por streaming a través de Netflix.
En la película Crónicas Chilangas de Carlos Enderle, Moguel interpreta a "El Chami". La historia trata sobre tres personajes cuyo denominador común es tener una fuerte obsesión. La cinta se presentó en diversos Festivales de Cine, como en el Festival de Cine Iberoamericano de Huelva, España, Festival Internacional del Nuevo Cine Latinoamericano de La Habana, Cuba, Warsaw Film Festival, etc.
En la pantalla chica vimos a Moguel en la tele serie Nada Personal del 2017 con un personaje siniestro y desquiciado, Ernesto Sánchez. La producción estuvo a cargo de Elisa Salinas y Fides Velasco para TV Azteca.
Orlando también participó en la película La Caja Vacía de Claudia Sainte-Luce junto al actor internacional Jimmy Jean Louis (Joy, Héroes).
Otras películas en las que ha participado son, Enemigos Íntimos de Fernando Sariñana, Familia Gang de Armando casas, Marcelino Pan y Vino de José Luis Gutiérrez Arias, Cementerio de Papel de Mario Hernández, Hasta el viento tiene miedo y Eddie Reynolds y Los Ángeles de Acero de Gustavo Moheno; Sexo, amor y otras perversiones 2 de Fernando Sariñana, Atroz de Lex Ortega, etc.
En televisión lo hemos visto en varios proyectos como: Desaparecida, Dos Lunas de Pitibol Ybarra y Carlos Carrera, estelarizada por Bárbara Mori y Leonardo Sbaraglia, Capadocia, La Hermandad de Carlos Bolado y Humberto Hinojosa, Estado de gracia, Érase una vez, entre otras.
Como Productor se involucró en el 2014 en el documental Dispositio de Nina Guiss. Además en Octubre de 2018 confirmó su participación como Actor y Productor asociado en la serie de televisión FRAME, una serie antológica de historias de amor basadas en la vida real que supondría la primera serie para plataformas de streaming filmada en el estado de Chihuahua. Y en Noviembre del 2019 fue Productor asociado y Actor del cortometraje Taxi, del Actor y Director español Isaak Gracia.

## Teatro
Fue actor de las obras de teatro Bolero de Héctor Mendoza y El Pequeño Caso de Jorge Lívido de Sergio Magaña dirigidas por Alberto Estrella, y Fugitivos de Víctor Hugo Rascón Banda, dirigida por Víctor Carpinteiro. 

## Filmografía

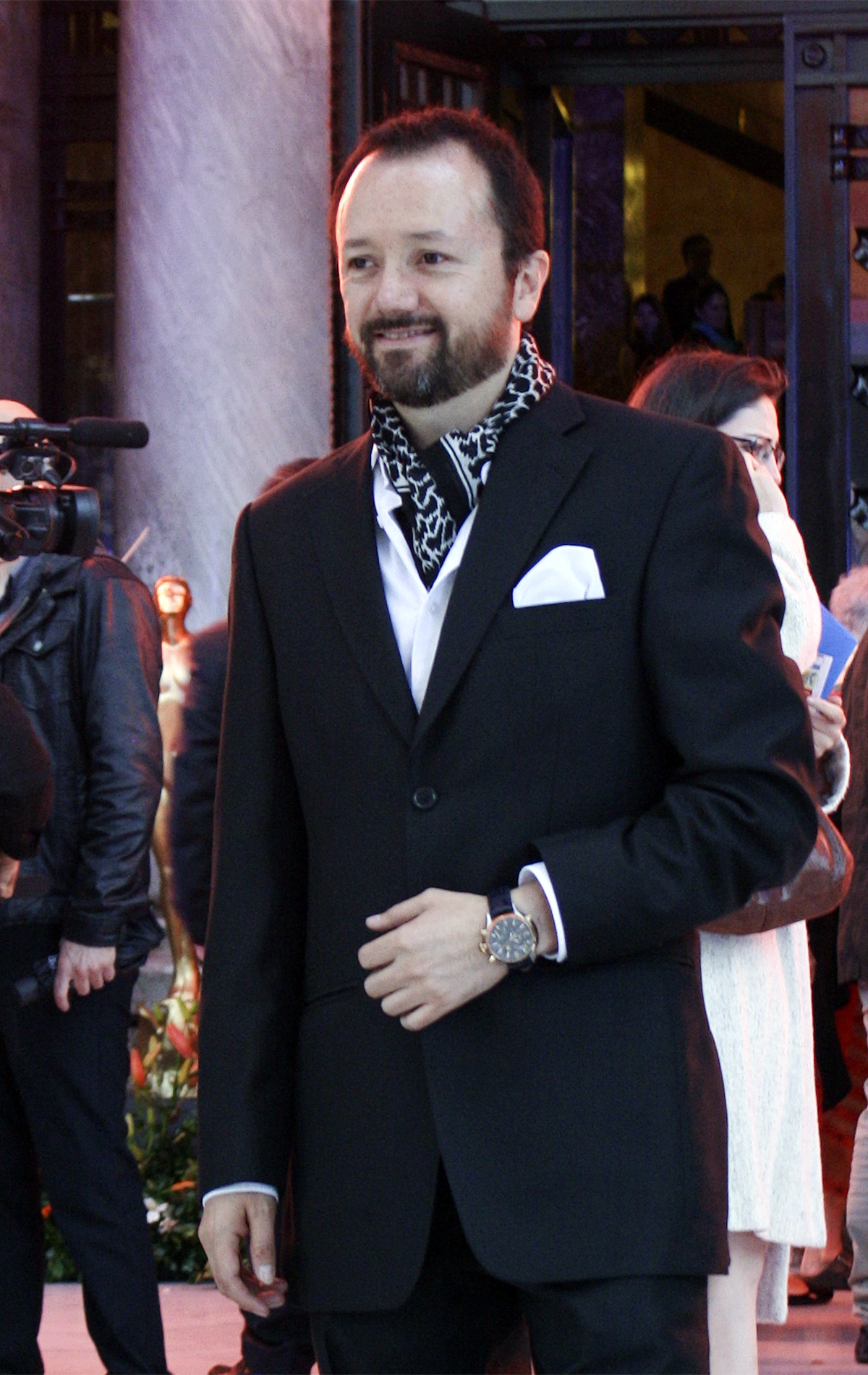
Orlando Moguel en los Premios Ariel.

### Cine

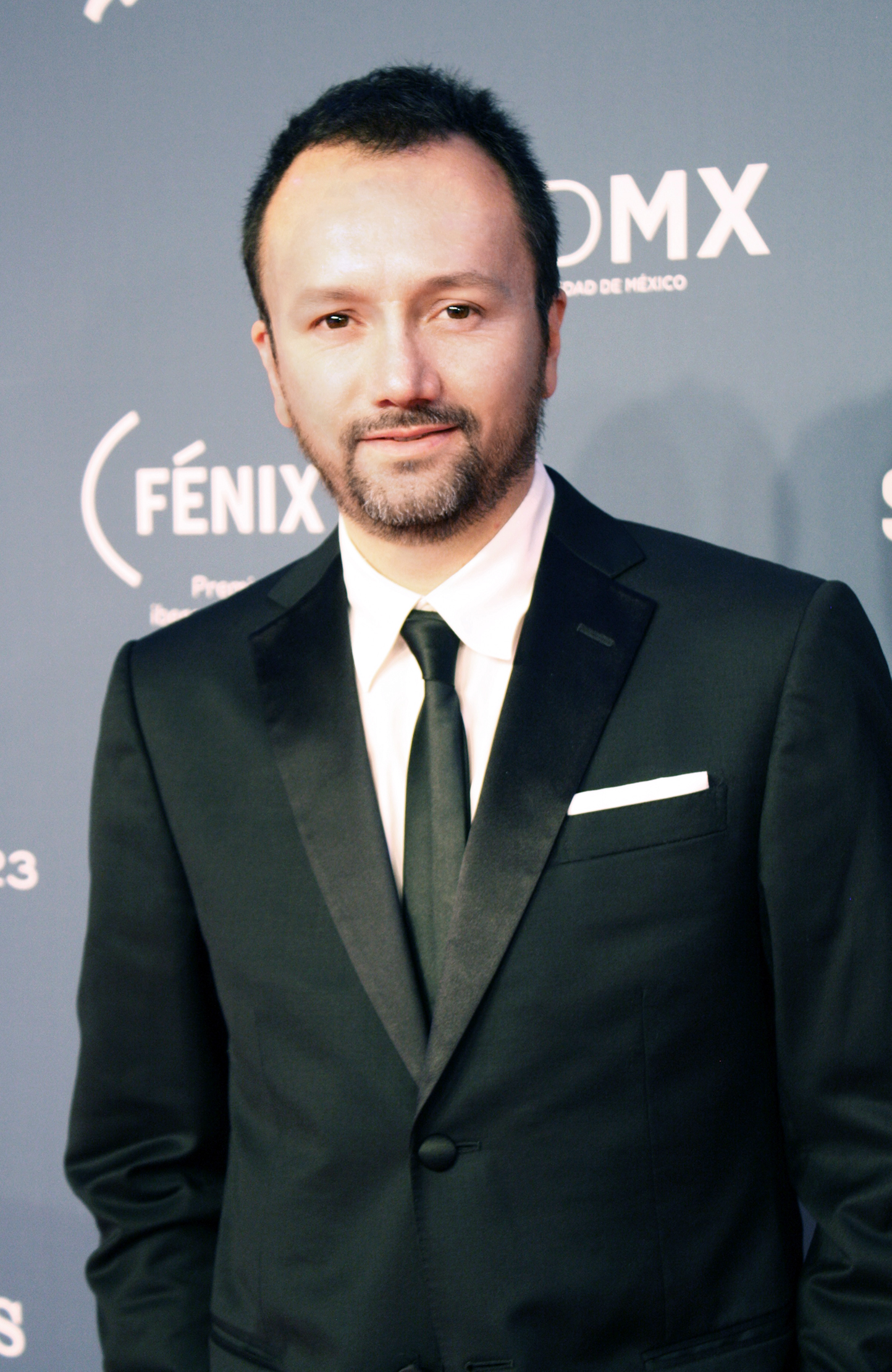
Orlando Moguel Premios Fénix 2017

| Año  | Título                            | Rol             | Notas                                               |
| ---- | --------------------------------- | --------------- | --------------------------------------------------- |
| 2021 | Rachas Rotas                      | Pablo           | Dir. Arturo Núñez                                   |
| 2021 | Lecciones para canallas           | Joyero ingenuo  | Dir. Gustavo Moheno                                 |
| 2021 | Taxi                              | Mario           | Dir. Isaak Gracia (Short film)                      |
| 2020 | ColOZio                           | Mundo           | Dir. Artemio Narro                                  |
| 2020 | El camino de Sol                  | Aarón           | Claudia Sainte-Luce                                 |
| 2020 | Locas por el cambio               | Félix           | Ihtzi Hurttado (Amazon Prime Video)                 |
| 2018 | Ocho de cada Diez                 | --              | Sergio Umanski                                      |
| 2018 | B-167-980-098                     | Tuercas         | Dir. Mariana y Santiago Arriaga (Short film)        |
| 2018 | Cayo                              | Arnulfo Pérez   | Dir. Mauricio Tinoco (Short Film)                   |
| 2017 | Un día salvaje                    | --              | Dir. José Antonio Hernández                         |
| 2017 | Extraño pero verdadero            | --              | Dir. Michel Lipkies (Agradecimiento).               |
| 2016 | La caja vacía                     | Doctor          | Dir. Claudia Sainte-Luce                            |
| 2015 | 600 millas                        | Bacacho         | Producida por Michel Franco y Dir. Gabriel Ripstein |
| 2015 | Atroz                             | Félix           | Dir. Lex Ortega                                     |
| 2015 | Norte estrecho                    | Taxista         | Dir. Omar L. Villaroel                              |
| 2015 | La Maldición                      | Ezequiel        | Dir. Homero McDonald (Short film)                   |
| 2014 | Perdidos                          | Don Mateo       | Dir. Diego Cohen                                    |
| 2014 | Eddie Reynolds                    | Taxista de Lalo | Dir. Gustavo Moheno                                 |
| 2014 | Al otro lado de las Montañas      | --              | Dir. Fernando Fraster (Short film)                  |
| 2014 | Familia Gang                      | Dependiente     | Dir. Armando Casas                                  |
| 2011 | Una cama para Valentina           | Feres           | Dir. Inti Aldasoro (Short film)                     |
| 2010 | Marcelino, pan y vino             | Fotógrafo       | Dir. José Luis Gutiérrez                            |
| 2010 | De la infancia                    | Gerente         | Dir. Carlos Carrera                                 |
| 2010 | Regresa                           | Mario           | Dir. Alejandro González Padilla                     |
| 2009 | Nación Apache                     | Amigo           | Dir. Carlos Muñoz (Short film)                      |
| 2009 | Facile                            | --              |                                                     |
| 2009 | Crónicas Chilangas                | Chami           | Dir. Carlos Enderle                                 |
| 2008 | La noche es clara                 | Pavel           | Dir. Rafael Elizalde (Short film)                   |
| 2008 | Enemigos íntimos                  | Horacio         | Dir. Fernando Sariñana                              |
| 2007 | Bajo el signo de cáncer           | --              | Dir. Ignacio Ugalde (Short film)                    |
| 2007 | Mejor es que Gabriela no se muera | --              | Dir. Sergio Umanski                                 |
| 2007 | Hasta el viento tiene miedo       | Chofer          | Dir. Gustavo Moheno                                 |
| 2007 | Julián y los marcianos            | Conserje        | Dir. Jonas Fradest (Short film)                     |
| 2007 | Equinoccio y la pirámide mágica   | Militar         | Dir. Socorro Méndez                                 |
| 2007 | La pena negra                     | --              | Dir. David Guerstein (Short film)                   |
| 2007 | Cañitas                           | Abel            | Dir. Julio César Estrada                            |
| 2007 | Cementerio de papel               | --              | Dir. Mario Hernández                                |
| 2007 | Puppet Soldiers                   | Thief           | Dir. Luis Salinas (Short film)                      |
| 2006 | Sexo, amor y otras perversiones 2 | Emiliano        | Dir. Fernando Sariñana                              |
| 2005 | Sexos prósperos                   | --              | Dir. Martha Luna                                    |
| 2005 | Huevos                            | Empleado        | Dir. Rene Peñaloza                                  |
| 2000 | Drogadicto                        | El rudo         | Dir. Paco del Toro (video)                          |
| 2000 | Sentencia de narcóticos           | Combate         | Dir. Enrique Murillo (video)                        |

### Series / Televisión
| Año  | Título                         | Rol               | Notas                                            |
| ---- | ------------------------------ | ----------------- | ------------------------------------------------ |
| 2020 | FRAME                          | Det. Don          | Facebook                                         |
| 2020 | Desaparecida                   | Jorquera          | Amazon Prime Video                               |
| 2020 | El Dragón                      | Detective CJ      | Televisa - Netflix                               |
| 2019 | Preso No.1                     | Amador            | Telemundo - Netflix                              |
| 2019 | Historia de un crimen: Colosio | Octavio           | Netflix                                          |
| 2019 | Ringo                          | Dr. Chávez        | Televisa                                         |
| 2018 | Por la máscara                 | --                | Space                                            |
| 2018 | Atrapada                       | --                | Sony Pictures Televisión                         |
| 2018 | Falco                          | Diego Fenton      | Amazon Prime Video                               |
| 2018 | Y mañana será otro día         | --                | Televisa                                         |
| 2018 | Hijos de su madre              | Ramiro            | Claro Video                                      |
| 2017 | Nada Personal                  | Ernesto Sánchez   | TV Azteca                                        |
| 2017 | Mita y Mita                    | --                | Televisa                                         |
| 2017 | Érase una vez                  | Sergio            | Televisa                                         |
| 2017 | Su nombre era Dolores          | Primo de Trino    | UNIVISIÓN                                        |
| 2016 | Un día cualquiera              | Joaquín - Víctor  | TV Azteca                                        |
| 2016 | La Hermandad                   | Jesús Flores      | Claro Video                                      |
| 2016 | Juana Inés                     | Padre Domingo     | Canal Once                                       |
| 2015 | Escándalos                     | Eduardo González  | Amazon Prime Video                               |
| 2015 | Tanto amor                     | Constantino       | TV Azteca                                        |
| 2014 | Dos Lunas                      | Juan              | Argos TV, Cadena Tres, Mundo Fox                 |
| 2012 | Estado de gracia               | Clemente          | Aleito Producciones, Cinelatino, Once TV         |
| 2008 | Capadocia                      | Taxista           | Dir. Carlos Carrera y Pitipol Ybarra. (Argos TV) |
| 2007 | Bellezas indomables            | Ricardo           | TV Azteca                                        |
| 2007 | Lo que callamos las mujeres    | Varios personajes | TV Azteca                                        |
| 2006 | Amor en custodia               | Leandro           | TV Azteca                                        |
| 2006 | La vida es una canción         | Paco              | TV Azteca                                        |
| 2005 | Top models                     | Victor            | TV Azteca                                        |
| 2004 | Clap                           | Pedro             | Televisa                                         |
| 2003 | Bajo la misma piel             | Carlos Morales    | Televisa                                         |
| 2003 | Niña amada mía                 | Enrique Alvarado  | Televisa                                         |
| 2002 | Vivan los niños                | Félix             | Televisa                                         |
| 2002 | Clase 406                      | Marcos            | Televisa                                         |
| 2001 | El juego de la vida            | Alfredo           | Televisa                                         |
| 2001 | Carita de ángel                | Doctor            | Televisa                                         |
| 2000 | El precio de tu amor           | Raúl              | Televisa                                         |

### Producción
| Año  | Título     | Rol                        | Notas             |
| ---- | ---------- | -------------------------- | ----------------- |
| 2021 | Taxi       | Productor Asociado y Actor | Dir. Isaak Gracia |
| 2020 | Frame      | Productor Asociado y Actor | Dir. Sergio Kaarl |
| 2014 | Dispositio | Productor Asociado         | Dir. Nila Guiss   |